# Agdistopis griveaudi
Agdistopis griveaudi is een vlinder uit de familie Macropiratidae. De wetenschappelijke naam van deze soort is voor het eerst geldig gepubliceerd in 1994 door Gibeaux.
De soort komt voor in tropisch Afrika.